# Соса, Сантьяго
Сантьяго Соса (исп. Santiago Sosa; родился 3 мая 1999, Ла-Плата) — аргентинский футболист, полузащитник клуба «Расинг» (Авельянеда). Выступал за сборную Аргентины до 20 лет.

## Биография
Соса начал играть в футбол в академии клуба «Мерседес» из одноимённого города. В 2008 году стал игроком футбольной академии клуба «Ривер Плейт». В сезоне 2018/19 Соса был переведён в основной состав «Ривер Плейта». 29 августа 2018 года дебютировал за клуб в матче Кубка Либертадорес против «Расинга», выйдя на замену Хуану Кинтеро.
12 февраля 2021 года Соса перешёл в клуб MLS «Атланта Юнайтед», подписав многолетний контракт. За американский клуб дебютировал 6 апреля в первом матче ⅛ финала Лиги чемпионов КОНКАКАФ 2021 против коста-риканского «Алахуэленсе». 4 мая в ответном матче четвертьфинала Лиги чемпионов КОНКАКАФ 2021 против «Филадельфии Юнион» забил свой первый гол в профессиональной карьере. 21 августа 2022 года в матче против «Коламбус Крю» забил свой первый гол в MLS.
В январе 2024 года вернулся играть на родину, отправившись в аренду в «Расинг» из Авельянеды до конца сезона 2024.
В декабре 2018 года был вызван в состав сборной Аргентины до 20 лет на чемпионат Южной Америки среди команд до 20 лет. На турнире аргентинцы заняли второе место.

## Титулы и достижения
- Обладатель Кубка Либертадорес: 2018
- Финалист Кубка Либертадорес: 2019 (не играл)
- Вице-чемпион молодёжного чемпионата Южной Америки (1): 2019